# 朽木為綱
朽木 為綱（くつき もりつな）は、江戸末期から明治前期の大名、華族。朽木分家の14代当主で、丹波国福知山藩第13代（最後）の藩主にして同藩初代（最後）の知藩事。

## 生涯
弘化2年（1845年）11月5日、12代藩主朽木綱張の長男として生まれる。父が初め養嗣子としていた紘綱（8代藩主朽木昌綱の三男米倉昌寿の五男）が早世したため嫡子となる。なお、為綱の最初の妻の恒子は、紘綱の妹である。文久元年（1861年）3月15日、14代将軍徳川家茂に拝謁する。文久2年12月16日、従五位下・伊予守に叙任する。慶応2年（1867年）4月17日、綱張が死去したため家督を継いだ。
慶応3年（1867年）12月13日、藩士を京都を派遣し、幕命により旧京都所司代邸の警備にあたる。慶応4年（1868年）1月の鳥羽・伏見の戦いでは旧江戸幕府軍に合流しようとしたものの、幕府軍が敗退したため引き返した。そして、西園寺公望率いる山陰道鎮撫使に降伏した。2月6日、為綱は上洛して恭順の姿勢を示した。新政府から北越出兵、丹波・丹後などの代官地・幕府領などの接収を命じられた。2月24日、藩士の一部と旧幕府側との連携の疑いをかけられて、謹慎する。
明治2年（1869年）6月20日、版籍奉還により福知山藩知事に任じられる。明治4年（1871年）7月15日の廃藩置県で免官となり、9月に東京に移った。明治5年（1872年）5月14日、養子の綱鑑に家督を譲って隠居した。その後、福知山に戻って士族の救済に努めた。明治11年（1878年）7月27日、綱鑑の隠居により再び家督を継いだ。留学中の綱鑑の結婚に反対し、隠居させて実家に戻したのである。その後は富教会を設立して士族の救済を本格的に努めたという。明治16年（1883年）4月26日に死去した。享年39。
実子に陸軍少将・貴族院議員を務め、火薬の研究者としても有名な子爵朽木綱貞がいる。

## 系譜
- 父：朽木綱張（1816年 - 1867年）
- 母：不詳
- 正室：恒子 - 米倉昌寿（朽木昌綱の三男）の娘
- 継室：郁子 - 青山忠良の娘
- 生母不明の子女
  - 男子：綱張
  - 男子：朽木綱貞（1875年 - 1929年）
  - 女子：九鬼隆輝正室
- 養子
  - 男子：朽木綱鑑 - 松平宗秀の七男

| 当主          | 当主                             | 当主          |
| ------------- | -------------------------------- | ------------- |
| 先代 朽木綱鑑 | 旧福知山藩朽木家 1878年 - 1883年 | 次代 朽木綱貞 |
| 先代 朽木綱張 | 福知山藩朽木家 1867年 - 1872年   | 次代 朽木綱鑑 |